# GWR Clase 2251
El Ferrocarril Great Western (GWR) dispuso a partir de 1930 de las locomotoras de vapor con ténder de la Clase 2251, máquinas con una disposición de ruedas 0-6-0, diseñadas para tirar de trenes de mercancías de tipo medio. Se introdujeron para sustituir a las anteriores Dean Goods 0-6-0, y se construyeron hasta 1948.

## Visión de conjunto
En muchos sentidos, las 2251 eran máquinas Dean Goods modernizadas, compartiendo sus dimensiones principales, pero con características actualizadas, como las calderas cónicas y las cabinas completamente cerradas. Los aumentos tanto en la presión de la caldera como en la superficie de calentamiento dieron un incremento útil en la potencia a expensas del peso, que restringió las rutas por las que podían transitar. Las unidades numeradas en el intervalo 2211–2230, construidas en 1940, no tenían ventanas laterales.
Diseñadas por Charles Collett para cargas medianas y de pasajeros, tenían ruedas motrices de 5'2" (1,575 m) de diámetro. Almacenaban un máximo de 14 m³ de agua para alimentar una caldera que funcionaba a 200 libras por pulgada cuadrada (1,4 MPa), desarrollando 89,65 kN de esfuerzo de tracción. Podían encontrarse operando en la mayor parte del antiguo sistema de vías del GWR. Fueron las primeras máquinas del GWR 0-6-0 en utilizar la caldera estándar número 10, que luego se ajustó a las máquinas de las series 94xx, 15xx y a varias reconstrucciones de locomotoras principalmente galesas, procedentes de otras compañías de ferrocarriles absorbidas por el GWR. 
Fueron retiradas entre 1958 y 1965. 

## Preservación

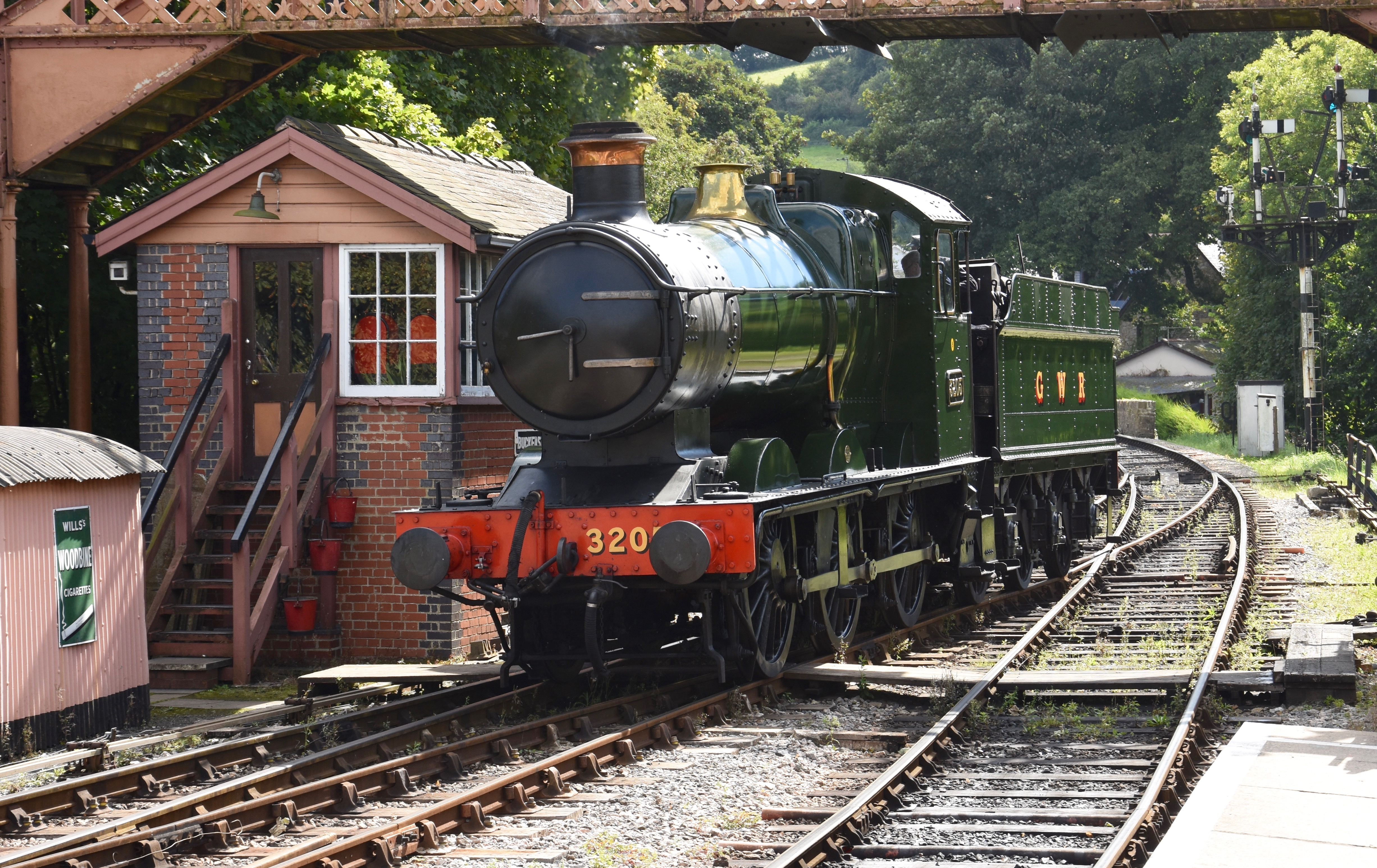
Locomotora 3205 preservada en el Ferrocarril del Sur de Devon

Una 3205 se ha conservado y se encuentra en el Ferrocarril del Sur de Devon, en Devon.

## Modelismo
Union Mills y Bachmann Branchline fabrican modelos de la locomotora 2251 en la escala N y en el calibre OO respectivamente. Mainline (Palitoy) lanzó el primer modelo OO listo para funcionar en 1978. El modelo de Bachmann se lanzó en 1996. Se basa en el modelo Mainline con herramientas de carrocería revisadas para complementar un diseño de chasis completamente nuevo, que permitía modelar la parte posterior de la caldera. El modelo de Union Mills se lanzó en 2017, y anteriormente Peco comercializó un modelo de calibre N, pero no se ha producido desde aproximadamente 2006. 